# Crambus pratella
Phalaena pratella, Crambus pratellus · Crambus des buissons
Espèce
Crambus pratella, le Crambus des buissons, est une espèce de lépidoptères (papillons) de la famille des Crambidae.

## Synonymes
- Crambus pratellus (Linnaeus, 1758) - synonyme
- Phalaena pratella Linnaeus, 1758 - protonyme

## Écologie
L'imago vole d'avril à aout ou de mai à septembre selon la localisation, vit souvent dans des endroits riches en poacées (graminées). La chenille ronge les chaumes des poacées (surtout Deschampsia) au niveau du collet ou en dessous.